# Солоники (платформа)
Солоники — платформа Северо-Кавказской железной дороги РЖД, находится в Лазаревском районе города Сочи, Краснодарский край, Россия.
Расположена в микрорайоне Солоники Лазаревского района у впадения в Чёрное море реки Цусхвадж.
Грузовые и пассажирские операции на платформе не производятся. Остановка пригородных электропоездов.